# Вал Оффи

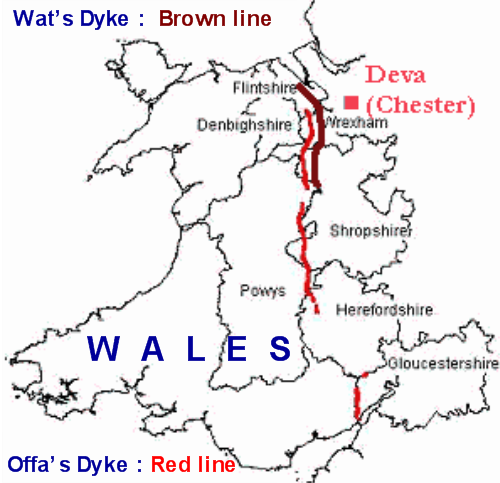
Вал Оффи на карті (виділений червоним).

52°20′38″ пн. ш. 3°02′56″ зх. д. / 52.344° пн. ш. 3.049° зх. д.
Вал Оффи (валл. Clawdd Offa; англ. Offa's Dyke) — земляне укріплення протяжністю 240 км, споруджене у VIII столітті, яке почасти збігається з сучасними кордонами Англії та Уельсу. Раніше служило прикордонним валом, який розділяв королівства Мерсію і Повіс. Висота насипу — 2,5 м, ширина досягає 20 м (включно з прилеглими ровами).

## Опис
Традиційно вважається, що більшість валу була насипана за часів і за наказом Оффи, короля Мерсії (757—796). Вперше вал згадується у творі ченця Ассера, написаному 893 року і присвяченому англосаксонському королю Альфреду Великому.
Перше повномасштабне вивчення вала Оффи провів англійський археолог Сиріл Фокс (англ. Cyril Fox), який опублікував результати своїх досліджень у 1955 році. Фокс погодився з описом Ассера, що вал Оффи простягнувся від моря до моря — від естуарію річки Ді на півночі й до річки Вай на півдні — на 240 км. Водночас вал не був безперервною лінією укріплень, а був насипаний тільки в тих місцях, де були відсутні природні перешкоди.